# Daniel Mays
Daniel Mays (Epping, 31 de março de 1978) é um ator britânico.